# Cantone di Nivillers
Il Cantone di Nivillers era una divisione amministrativa dell'arrondissement di Beauvais.
È stato soppresso a seguito della riforma complessiva dei cantoni del 2014, che è entrata in vigore con le elezioni dipartimentali del 2015.
Comprendeva i comuni di:
- Bailleul-sur-Thérain
- Bonlier
- Bresles
- Le Fay-Saint-Quentin
- Fontaine-Saint-Lucien
- Fouquerolles
- Guignecourt
- Haudivillers
- Juvignies
- Lafraye
- Laversines
- Maisoncelle-Saint-Pierre
- Nivillers
- Oroër
- Rochy-Condé
- Therdonne
- Tillé
- Troissereux
- Velennes
- Verderel-lès-Sauqueuse